# Nguyễn Đức Anh Quốc
Nguyễn Đức Anh Quốc (sinh ngày 19 tháng 7 năm 1992) là một cầu thủ bóng đá người Việt Nam hiện đang thi đấu ở vị trí tiền đạo cho câu lạc bộ Phù Đổng tại Giải bóng đá Hạng Nhất Quốc gia Việt Nam.

## Danh hiệu

### Câu lạc bộ
Nam Định
- Hạng Nhất Quốc gia: 2017
- China-ASEAN Cities Football Invitational Tournament: 2016; á quân: 2017